# Бєльський Вячеслав Іванович
Бєльський Вячеслав Іванович (нар.4 травня 1954, село Сасівка, Компаніївський район, Кіровоградська область) — народний депутат України 2-го скликання (1994—1998), генеральний директор ВО «Енергохім».

## Життєпис
Народився 04.05.1954 в селі Сасівка, Компаніївський район, Кіровоградська область), українець.
Закінчив Кіровоградський технікум механізації сільського господарства (1976—1978), за спеціалізацією: агроном-організатор; Кримський інститут сільського господарства (Кримський агротехнологічний університет НУБіП), агрономічний факультет (1978—1984), за спеціальністю: вчений-агроном.
- 1972—1974 — служба в армії.
- Працював водієм в колгоспі.
- 1976—1978 — учень Кіровоградського сільськогосподарського технікуму.
- З 1978 — керівник відділку колгоспу імені Чкалова Василівського району Запорізької області, завідувач ферми колгоспу імені Ватутіна.
- 1984—1987 — головний агроном Василівського районного об'єднання «Сільгоспхімія».
- 1987—1988 — інструктор сільськогосподарського відділу Василівського райкому КПУ.
- 1988 — секретар парткому, 1989—1991 — головний агроном колгоспу імені Ватутіна.
- З березня 1991 — голова колгоспу «Україна» Василівського району.
- З жовтня 1998 — начальник Головного управління контролю за виробництвом спирту, алкогольних напоїв і тютюнових виробів Державного комітету України з монополії на виробництво та обіг спирту, алкогольних напоїв і тютюнових виробів. Начальник Головного управління державної політики і зовнішньоекономічних зв'язків Державного департаменту регулювання виробництва та обігу алкоголю та тютюну.

Захоплюється шахами, волейболом, більярдом та поезією.

## Політична діяльність
Народний депутат України 2 скликання з 03.1994 (1-й тур) до 04.1998, Василівський виборчій округ № 189, Запорізька область, висунутий СПУ. Член Комітету з питань АПК, земельних ресурсів і соціального розвитку села. Член депутатської фракції комуністів.
Липень 2001 — листопад 2002 — голова Василівської райдержадміністрації.
Державний службовець 1-го рангу.

## Сім'я
Батько Іван Васильович (1925—1955) — водій; мати Ганна Давидівна (1929—2000) — колгоспниця; дружина Кривцова Надія Олександрівна (1957) — агроном; дочки Олена (1978), Ліля (1979), Ірина (1985).